# Mísia Major
Mísia Major (en llatí Mysia Major, en grec antic Μυσία η μεγάλη) era un dels districtes que formaven la regió de Mísia, que formava la part sud a l'interior del país, i una part de la costa entre Troade i Aeolis (Eòlia) fins a la badia d'Adramitium. La principal ciutat era Pèrgam i per això se l'anomenava també Mísia Pergamene (Mysia Pergamene, Μυσία ἡ Περγαμηνή), segons Estrabó i Claudi Ptolemeu.